# Søndre Dyrhaugstind
Der Søndre Dyrhaugstind (auch Søre Dyrhaugstind) ist ein 2072 moh. hoher Berg in Norwegen. Er liegt in der Provinz Vestland und gehört zur Gemeinde Luster. Die Schartenhöhe beträgt 60 m. Die Dominanz zum nächsthöheren Berg, dem Store Dyrhaugstind, beträgt 0,9 km.
Die Erstbesteigung erfolgte am 2. August 1882 durch den dänischen Bergsteiger Carl Hall und Matias Soggemoen.